# Stéphane Piatzszek
Stéphane Piatzszek est un scénariste de bande dessinée et de télévision français né le 5 avril 1971 dans le Doubs.

## Biographie
Il a fait des études de droit et d’histoire à l'université Paris I - Panthéon-Sorbonne. Il a été professeur d’histoire-géographie, puis journaliste de presse écrite avant de devenir scénariste.[source secondaire nécessaire] Il vit à Mulhouse depuis 2016.
En 2008 paraissent ses premières bandes dessinées, le polar Cavales, dessinée par Stéphane Douay, chez Quadrants, ainsi que Neverland, dessinée par Nicolas Sure, chez le même éditeur. L'année suivante, il reprend la collaboration avec Douay et entame la série Commandant Achab, toujours dans la veine polar. En 2011, il fait équipe avec Olivier Cinna et signe Fête des morts chez Futuropolis, un thriller sur les « prédateurs d'enfants au Cambodge »,, et, en parallèle, Le Temps de vivre avec Séra.
L'année suivante, il reprend la collaboration avec Douay pour le polar Neige et Roc et écrit Rétine pour Iñaki Holgado. En 2013, il s'associe avec Jean-Denis Pendanx et livre Tsunami. En 2014, il livre le premier tome de L'Or, série avec Frédéric Bihel, celui des Premiers et celui d'Ordures de nouveau avec Cinna. En 2015, avec Espé, il commence la série L'Île des Justes et écrit pour Guillermo González Escalada Le Chevalier à la Licorne. En 2016, il commence L'Aigle et la salamandre avec Giuseppe Quattrocchi et Alessio Lapo ainsi que Le Maître des crocodiles avec Jean-Denis Pendanx.
À partir de 2018, pour Julien Maffre, il scénarise la série La Cour des Miracles et, de nouveau avec Pendanx, il livre Les Oubliés de Prémontré. En 2019 paraît Une famille en guerre servi par le dessin d'Espé ainsi que Les Maîtres des îles avec Gilles Mezzomo. En 2020, il signe KiloMètre Zéro dessinée par Florent Bossard, qui narre le « récit de la construction de la ligne de chemin de fer reliant Strasbourg à Bâle » ainsi que La Promesse de la Tortue avec TieKo.

## Bandes dessinées
- Cavales, dessin de Stéphane Douay, Quadrants, 2008.
- Neverland, dessin de Nicolas Sure, Quadrants, 2008.
- Commandant Achab[17], dessin de Stéphane Douay, 5 tomes parus chez Casterman, 2009 – 2014.
- Fête des morts[5],[6], dessin d’Olivier Cinna, Futuropolis, 2011.
- Le Temps de vivre, dessin de Séra, Futuropolis, 2011.
- Neige et Roc, dessin de Stéphane Douay, Casterman, 2012.
- Rétine, dessin d’Iñaki Holgado, 2 tomes parus chez Quadrants, 2012.
- Tsunami, dessin de Jean-Denis Pendanx, Futuropolis, 2013.
- L'Or, dessin de Frédéric Bihel, 4 tomes parus chez Futuropolis, 2014 - 2017.
- Les Premiers, dessin de Léonard Chemineau, Casterman, 2014 - 2015.
- Ordures, avec Olivier Cinna, Futuropolis, 2 tomes, 2014 - 2015
- L’Île des Justes, dessin d’Espé, Glénat, 2015.
- Le Chevalier à la Licorne, dessin de Guillermo González Escalada, Quadrants, 2015.
- L’Aigle et la Salamandre, dessin de Giuseppe Quattrocchi et Alessio Lapo, 2 volumes chez Quadrants, 2016 - 2017.
- Le Maitre des crocodiles, dessin de Jean-Denis Pendanx, Futuropolis, 2016.
- La Cour des Miracles, dessin de Julien Maffre, Quadrants, 2 volumes, 2018-2020
- Les Oubliés de Prémontré, dessin de Jean-Denis Pendanx, Futuropolis, 2018
- Les Maîtres des îles, dessin de Gilles Mezzomo, Glénat, 2 volumes, 2019 - 2020
- Une famille en guerre, dessin d'Espé, Glénat, 2019.
- KiloMètre Zéro, dessin de Florent Bossard, Bamboo Édition, 2020.
- La Promesse de la Tortue, dessin de TieKo, Bamboo Édition, 2020.
- KiloMètre Zéro -2- Les Koechlin, une saga familiale, dessin de Florent Bossard. Bamboo Édition, 2021.
- Les Maîtres des îles -3- Saint-Pierre, Martinique, 1848, dessin de Gilles Mezzo. Glénat, 2021.

## Filmographie
- Série PJ diffusée sur France 2. Écriture de l'épisode 122.
- Série Section de recherches diffusée sur TF1. Écriture de l’épisode Ostréiculteur
- L’Odyssée, écriture de l’épisode 5 pour Arte.